# Sztaroakbulatovo (Miskinói járás)
Sztaroakbulatovo (orosz betűkkel: Староакбулатово, baskír nyelven: Иҫке Аҡбулат) falu Oroszországban, a Baskír Köztársaságban, a Miskinói járásban.

## Népesség
- 2002-ben 167 lakosa volt, melynek 87%-a mari.
- 2010-ben 151 lakosa volt.